# Spartan C5
Dimensions
Le Spartan C5 était un avion de passagers et utilitaire produit en petit nombre aux États-Unis,,, conçu et construit par la Spartan Aircraft Company au début des années 1930.

## Développement
Il était une autre tentative, finalement échouée, de commercialiser le Spartan C4, dont il est le développement. Comme son prédécesseur, le C5 était une monoplan à aile haute, avec une cabine entièrement clos. Le nombre de places a été porté à cinq places au lieu des quatre sièges sur le C4. 

Le Spartan C5 a également incorporé un certain nombre d'améliorations aérodynamiques, y compris un moteur et un train d'atterrissage carénés. Le fuselage a été construit en tube d'acier soudé et les ailes de bois, et l'ensemble de l'appareil recouvert d'un tissu. L'empennage a également été construits pour la plupart en bois, avec des nervures métalliques utilisés dans l'aileron et l'ensemble a également recouvert d'un tissu.
Spartan Aircraft Company n'a pas trouvé de preneurs de l'appareil, et finalement, construit seulement quatre exemplaires, y compris le prototype.

## Variantes
(Informations depuis site http://www.aerofiles.com)
C5-300moteur Wright J-6 - 3 construits
C5-301moteur Pratt & Whitney Wasp Junior - 1 construit